# Kradibia saundersi
Kradibia saundersi är en stekelart som beskrevs av Wiebes 1990. Kradibia saundersi ingår i släktet Kradibia och familjen fikonsteklar.
Artens utbredningsområde är Madagaskar. Inga underarter finns listade i Catalogue of Life.